# Leo Fernandez (Snookerspieler)
Leo Fernandez (* 5. Juli 1976 in Limerick) ist ein irischer Snookerspieler. Zwischen 1995 und 2018 spielte er insgesamt 12 Jahre als Profi auf der Main Tour.

## Karriere
Nachdem er bei den English Amateur Championship 1995 im Halbfinale der Südgruppe gegen David Gray, den späteren Sieger des Turniers, ausgeschieden war, nahm Leo Fernandez in der Saison 1995/96 erstmals an der Snooker Main Tour teil. Beim Thailand Classic, dem ersten Weltranglistenturnier der Spielzeit, erreichte er die fünfte Qualifikationsrunde. Im Oktober 1995 erzielte er bei der Benson & Hedges Championship mit dem Erreichen der Runde der letzten 64 sein bestes Ergebnis bei einem Einladungsturnier in dieser Saison. Bei der UK Championship 1995 erreichte er die Runde der letzten 128. Im Januar 1996 qualifizierte sich Fernandez durch einen 5:0-Sieg in der Runde der letzten 48 gegen Martin Clark erstmals für die Finalrunde eines Weltranglistenturniers. In der ersten Hauptrunde der European Open schied er jedoch mit 1:5 gegen Peter Ebdon aus. Bei der Weltmeisterschaft 1996 erreichte er die fünfte Qualifikationsrunde und beendete damit seine erste Profisaison auf dem 214. Platz der Weltrangliste.
Seine besten Ergebnisse in der Saison 1996/97 waren das Erreichen der Runde der letzten 128 bei den German Open 1996 und der Runde der letzten 96 bei den Welsh Open 1997. Bei der Qualifikation zur WM 1997 schaffte er es erneut in die fünfte Runde. In der Weltrangliste belegte er am Saisonende den 163. Platz und fiel damit von der Main Tour. In der folgenden Spielzeit nahm er an mehreren Turnieren der WPBSA Qualifying School und der UK Tour teil, kam dort aber nie über das Halbfinale hinaus. Bei der WM 1998 erreichte er die sechste Qualifikationsrunde.
Zur Saison 1998/99 gelang Leo Fernandez die Rückkehr auf die Main Tour. Dort erreichte er bei den Irish Open 1998 die Runde der letzten 48 und bei den Scottish Open 1999 die Runde der letzten 32. Im April 1999 erreichte Fernandez, nachdem er unter anderem Neil Robertson und Paul Davies besiegt hatte, durch einen 10:5-Sieg gegen Brian Morgan erstmals die Hauptrunde der Weltmeisterschaft. In der ersten Runde verlor er jedoch mit 3:10 gegen den Engländer Ronnie O’Sullivan.
In der Saison 1999/2000 schaffte es Fernandez lediglich bei einem Weltranglistenturnier in die Hauptrunde; bei den British Open erreichte er die Runde der letzten 32, in der er dem Engländer Mark Davis, nach einer zwischenzeitlichen 3:0-Führung, nur knapp mit 4:5 unterlag. Bei der Qualifikation zur WM 2000 schied er in der Runde der letzten 128 aus. Am Saisonende erreichte er mit dem 71. Platz seine bis dahin beste Platzierung in der Weltrangliste. In der Spielzeit 2000/01 erreichte er bei keinem Weltranglistenturnier die Hauptrunde. Sein bestes Ergebnis war die Runde der letzten 64 beim Grand Prix. Bei der WM 2001 schied er erneut in der Runde der letzten 128 aus. Mit dem 99. Platz in der Weltrangliste am Saisonende verlor Fernandez erneut seinen Main-Tour-Platz.
Nachdem er unter anderem das Finale eines Events der WSA Open Tour erreicht sowie ein Turnier der Challenge Tour gewonnen und die dritte Qualifikationsrunde der Weltmeisterschaft erreicht hatte, gelang ihm zur Saison 2002/03 die Rückkehr auf die Main Tour. In dieser Spielzeit erreichte er bei nur einem Weltranglistenturnier die Endrunde; bei den Welsh Open 2003 erreichte er durch einen 5:2-Sieg gegen Mark King erstmals das Achtelfinale eines Ranglistenturniers und unterlag dort dem Titelverteidiger Paul Hunter mit 1:5. Bei der Qualifikation zur WM 2003 erreichte er die Runde der letzten 96.
In der Saison 2003/04 gelang Fernandez bei keinem Weltranglistenturnier der Einzug in die Hauptrunde. Da er jedoch dreimal die Runde der letzten 96 sowie einmal die Runde der letzten 80 und bei der WM 2004 die Runde der letzten 48 erreichte, erzielte er am Saisonende mit dem 67. Platz seine bislang beste Weltranglistenplatzierung.
Im Oktober 2004 erreichte Fernandez beim Grand Prix, dem ersten Turnier der Saison 2004/05, die Runde der letzten 32, in der er mit 2:5 gegen Mark Selby verlor. Bei den sieben folgenden Ranglistenturnieren kam er nicht über die Runde der letzten 80 hinaus. Im Oktober 2005 erreichte er das Viertelfinale der Irish Professional Championship. Darüber hinaus erreichte er in der Saison 2005/06 beim Malta Cup und bei den China Open die Runde der letzten 64. Nach der WM 2006, bei der er in der Runde der letzten 96 ausgeschieden war, kam er auf den 72. Weltranglistenplatz und fiel damit erneut von der Main Tour.
In der Saison 2006/07 qualifizierte sich Fernandez über die Pontin’s International Open Series (PIOS), bei der er ein Turnier gewann und zweimal das Halbfinale erreichte, für die Main Tour 2007/08. Er erreichte bei den China Open 2008 und bei der WM 2008 die Runde der letzten 64. Am Saisonende belegte er den 78. Platz der Weltrangliste und verlor damit seinen Profiplatz. In den folgenden beiden Spielzeiten versuchte er erneut, nun jedoch erfolglos, sich über die PIOS für die Main Tour zu qualifizieren. 2010 gelang ihm erstmals der Einzug ins Finale der English Amateur Championship, in dem er jedoch mit 2:9 gegen Jack Lisowski verlor. Im Dezember 2010 erreichte er nach Siegen gegen Ahmed Saif und Hossein Vafaei das Viertelfinale der Amateurweltmeisterschaft, in dem er seinem Landsmann Rodney Goggins nur knapp mit 5:6 unterlag. 2011 gewann er durch einen 10:6-Finalsieg gegen John Whitty die English Amateur Championship.
Im Mai 2014 versuchte er sich über die Q School für die Main Tour zu qualifizieren, kam dabei aber nicht über das Achtelfinale seiner Gruppe hinaus. Ein Jahr später erreichte er das Finale seiner Gruppe im ersten Turnier und verlor dort gegen den Schotten Rhys Clark. Beim zweiten Turnier schaffte er es ins Achtelfinale. Über die Q-School-Order-of-Merit konnte er in der Saison 2015/16 als Amateur an mehreren Weltranglistenturnieren teilnehmen. Er erreichte dabei unter anderem die dritte Qualifikationsrunde beim Shanghai Masters 2015 und die Runde der letzten 64 bei den Welsh Open 2016. Bei den Haining Open 2015, dem einzigen Turnier der asiatischen Teilserie der Players Tour Championship 2015/16, gelang ihm nach Siegen gegen Matthew Selt, Li Hang und Tian Pengfei der Einzug ins Viertelfinale, in dem er dem späteren Finalisten Ricky Walden mit 1:4 unterlag. Als Fünftplatzierter der Asian-Tour-Order-of-Merit qualifizierte er sich damit für die Main-Tour-Spielzeiten 2016/17 und 2017/18.
Bei der Weltmeisterschaft 2016 schied er in der ersten Qualifikationsrunde mit 4:10 gegen Gary Wilson aus. Er spielte dabei das erste Foul des Turniers. Wegen auffälliger Wetten darauf leitete der Weltverband WPBSA Untersuchungen gegen Fernandez ein. Bis zum Ende dieser wurde er vorläufig gesperrt, wodurch er an den ersten drei Turnieren seiner elften Profisaison nicht teilnehmen konnte. Am 5. Juli 2016, seinem 40. Geburtstag, wurde er vom Weltverband für 15 Monate gesperrt. Die Sperre gilt rückwirkend ab dem 27. Mai 2016, dem Beginn seiner vorläufigen Sperre und damit bis zum 27. August 2017. Zudem wurde eine Strafzahlung von 2.000 £ gegen Fernandez verhängt und dieser dazu verpflichtet, sich künftig in der Antikorruptionsarbeit der WPBSA zu engagieren. Nach seiner Rückkehr machte er zwar noch einmal durch einen 6:5-Sieg über den Weltranglistendritten Ding Junhui bei der UK Championship auf sich aufmerksam, sonst gelangen ihm aber keine weiteren Siege mehr. Als Nummer 126 der Rangliste verlor er wieder seinen Profistatus und konnte sich ihn anschließend auch in der Q School nicht mehr zurückholen.

## Erfolge

### Finalteilnahmen
| Ausgang                   | Jahr | Turnier                      | Finalgegner   | Ergebnis |
| ------------------------- | ---- | ---------------------------- | ------------- | -------- |
| Amateurturniere (Auswahl) |      |                              |               |          |
| Zweiter                   | 2010 | English Amateur Championship | Jack Lisowski | 2:9      |
| Sieger                    | 2011 | English Amateur Championship | John Whitty   | 10:6     |
| Zweiter                   | 2023 | English Amateur Championship | Paul Deaville | 2:6      |

## Persönliches
Leo Fernandez, der 2005 an Hodenkrebs erkrankte, lebt derzeit im südenglischen Bexhill-on-Sea und ist Trainer beim O’Sullivan Snooker & Pool Club.